# Jan Roerink
Jan Roerink is een Nederlands toneelschrijver en acteur.

## Levensloop
Roerink was geruime tijd als schrijver, regisseur en acteur verbonden aan het door hem in 1967 opgerichte toneelgezelschap Boer'nleu totdat het in 2014 stopte. Naast zijn acteer- en schrijfwerk onderhoudt Jan Roerink met zijn vrouw, zoon en schoondochter een boerderij die hij heeft overgenomen van zijn vader.
Roerink was samen met Herman Finkers dialectcoach van de Twentse regiosoap Van Jonge Leu en Oale Groond. Hij hield het gesproken dialect in de soap in de gaten en gaf advies en commentaar. In deze serie speelde hij tevens de rol van Hendrik (Hennik) Wildspieker, de echtgenoot van Minie Wildspieker. Sinds Hendrik is overleden, is hij af en toe te zien in de hooischuur, wanneer zijn dochter Fenna in gedachten met hem spreekt wanneer ze advies nodig heeft of verdrietig is. 
In De beentjes van Sint-Hildegard speelde Roerink de rol van opa Arend. In het begin van de film begint hij samen met zijn ezel aan een voetreis naar de plaats waar de beenderen van Sint Hildegard zich bevinden, onderweg overlijdt hij echter.

## Filmografie

### Film
- 2008: Wijster, als boer
- 2020: De beentjes van Sint-Hildegard, als opa Arend

### Televisie
- 2005: Van Jonge Leu en Oale Groond, als Hendrik Wildspieker
- 2024: Woeste grond, als boer Nikkels

### Theater
- 2019, 2022: Hanna van Hendrik, als Lambertus